# Mink

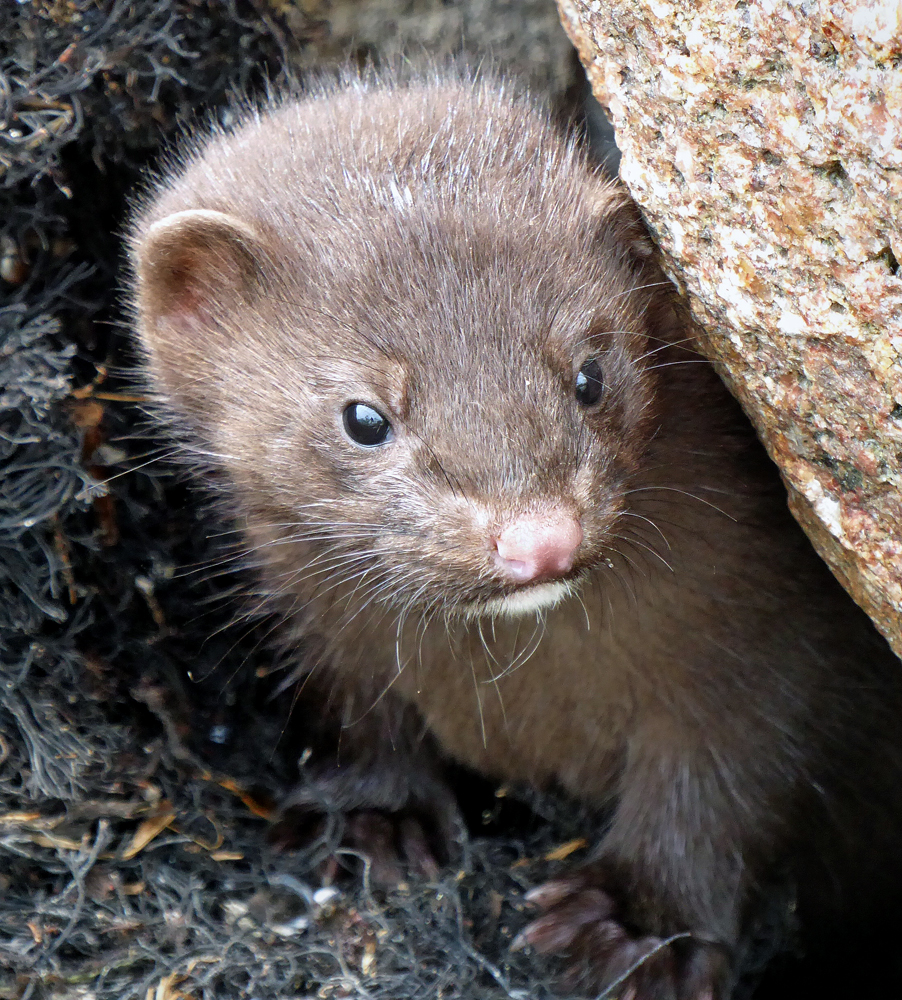
En minkunge tittar fram ur sitt bo.

Mink (Neovison vison) är ett nordamerikanskt semiakvatiskt mårddjur som har introducerats till många länder, bland annat Skandinavien, för pälsdjursuppfödning.
Artepitet vison i det vetenskapliga namnet är bildat av det franska ordet för mink. Minkens tidigare vetenskapliga namn var Mustela vison.

## Utseende
Minken är 30–45 cm lång, exklusive svansen på 13–23 cm. Hanen är större än honan och väger mellan 1 och 1,5 kg, medan honan vanligtvis väger omkring 0,75 kg. Framavlade minkar är större än vilda minkar och kan väga upp till 3 kg. Pälsen är mörkbrun med mörk underull och mörka stickelhår, till skillnad från det till utseendet liknande illern, som har ljusa stickelhår och underull. Minken har vidare en vit hakfläck, men inte illerns vita teckningar kring nosen och i ansiktet. Nyss förrymda avelsminkar kan dock se annorlunda ut, men deras avkomma anpassar sig  snabbt till vildpopulationens utseende.

## Systematik och utbredning

### Systematik
Minken är den enda nu levande arten i släktet Neovison som dessutom omfattar den utdöda arten Neovison macrodon, som sista gången observerades 1894 i det vilda. Den senare betraktades länge som underart till minken vilket kan vara orsak till att inga skyddsåtgärder inrättades. Tidigare placerades minken i släktet Mustela, tillsammans med bland andra iller men genetiska studier indikerar så pass stora skillnader att den numera ofta placeras i det egna släktet. Wilson & Reeder (2005) listar 15 underarter.

### Utbredning
Minken härstammar från Nordamerika, där den förekommer från Alaska till Florida utom i den allra sydvästligaste, torra delen av USA. Den finns som introducerad art i hela Skandinavien. Den har spridit sig i Europa och Asien och fanns 2014 i Baltikum, Belgien, Frankrike, södra Island, Montenegro, Nederländerna, Polen, Portugal, Serbien, Spanien, Storbritannien, Tjeckien, Tyskland, Ukraina, Belarus och västra delarna av Ryssland. Den finns också införd till Japan och delar av Sydamerika, men där anses den ännu inte introducerad enligt Internationella naturvårdsunionens uppgifter.

## Ekologi
Den vilda minken vistas främst i närheten av vattendrag, sjöar och våtmarker. Födan varierar, men utgörs sommartid i huvudsak av större kräftdjur, groddjur och mindre däggdjur (i Nordamerika främst bisam, i Europa smågnagare, hardjur och mullvad), samt sjöfågel, främst måsar och änder, speciellt ungar. Vintertid lever den huvudsakligen av fisk. På grund av beroendet av vatten för sin jakt har minkar ofta sin lya i en håla nära vatten, i t.ex. ett övergivet kaninhål. I lyan kan den vila och föda upp sina valpar. Deras habitat består ofta av ett linjärt område på flera kilometer längs med en flod eller liknande vattendrag.
Minkens parningstid infaller i februari till april. Dräktighetstiden är 28 dagar, men minken har fördröjd fosterutveckling, så de 4–6 ungarna (fler hos uppfödda tamdjur) föds efter 40–75 dagar. När de föds väger valparna ungefär 5 gram. Ögonen öppnas efter en månad, och de blir avvanda efter knappt två. De lämnar modern efter ungefär 3-4 månader, på hösten, och blir könsmogna vid ungefär 1 års ålder. Vilda djur blir sällan äldre än 4 år.
Eftersom vilda minkar lever nära vatten och är beroende av vatten för sin föda är de starkt motiverade att simma. Minkar vill även ha social kontakt, vill kunna använda flera olika lyor och vill kunna röra sig över stora områden. Detta gäller oavsett om minken är i vilt tillstånd eller om det handlar om farmad mink.

## Minken och människan

### Introducerade bestånd
Ursprungligen fick man minkpäls från viltfångade djur, men kring 1920 började minken födas upp på gårdar i USA och Kanada. Detta förfarande spred sig till många länder, inte minst i Norden, som Finland (1920-talet), Sverige (1928), Storbritannien (1929), Island (1931) med flera länder. Den har även införts till Ryssland (1928 och framåt), men där släpptes de införda minkarna lösa redan från början, för att tjäna som jaktbart vilt. De gårdsuppfödda minkarna har sedan släppts lösa och etablerat fasta bestånd. De flesta av Europas vilda minkar, bland annat alla i Skandinavien, härrör från för länge sedan förrymda och avsiktligt utsläppta tamdjur, vilket skedde i stor utsträckning under andra världskriget. Ett undantag är Rumänien, som har koloniserats av minkar från Ryssland.
Minken räknas som en främmande art i Sverige. Den anses ännu inte som en invasiv art men riskerar att bli det och både Naturvårdsverket och Havs- och vattenmyndigheten uppmanar därför insatser som begränsar spridningen. Även i Danmark har minken etablerat sig i det vilda och förekommer i stort sett i hela landet. Dock räknar man med att endast 20% av minkarna är vildfödda.
På senare år har minken minskat även i Sverige, troligtvis på grund av att födokonkurrens med rödräv som har ökat efter rävskabbens minskning, samt konkurrens med uttern som också ökat i antal.

### Minkfällor
Det finns ett flertal godkända modeller av fällor som motsvarar kraven ur djurskyddssynpunkt. De fällor som ofta föredras är av typen slagfälla, där minken dödas omedelbart genom att en fjäderbelastad metalldel krossar kraniet.

### Jakt
I Sverige, Danmark, Norge och Finland får mink jagas året om genom skyddsjakt. 
Tyskland har olika regler för olika förbundsländer. I Thüringen, Sachsen-Anhalt, Mecklenburg-Vorpommern, Hessen och Brandenburg är jakt tillåten året om och i Berlin, Niedersachsen och Sachsen under begränsade perioder. Även här för att förebygga skador på annat vilt.
Jakt på mink bedrivs med antingen vapen eller fällor och regleras dels i Jaktförordningen (1987:905) och dels i Naturvårdsverkets författningssamling (NFS 2002:18)  I Danmark, på Åland och i Finland är det även tillåtet att bedriva jakt med pilbåge.
I Danmark är jaktbytet på mellan 7 000 och 8 000 minkar varje år. 
I Norge anser man att minken orsakar omfattande skador på fisk- och fågellivet varför man i flera kommuner utlyst skottpengar på mink. 
Jaktsäsongerna 2006–2007 dödades 5 600, 2007–2008 5 900 och 2008–2009 5 100 stycken.